# Le Duel (Bonheur)
Pour les articles homonymes, voir Le Duel.
Le Duel est une peinture à l'huile sur toile de la peintre française Rosa Bonheur, créée en 1895 ou 1896. 
Inspirée de la légende du Godolphin Arabian, elle représente son combat d'étalons contre Hobgoblin. Le tableau est conservé dans une collection privée.

## Réalisation
Rosa Bonheur s'est inspirée d'une gravure de George Stubbs qui met en scène un combat d'étalons pour réaliser ce tableau,. Elle s'inspire également de l'histoire de l'étalon Godolphin Arabian racontée par Eugène Sue,, ; d'après Homéric, cette histoire de Sue n'est cependant que l'une des nombreuses légendes entourant le Godolphin Arabian.
Le tableau est réalisé après plusieurs pastels ; revenant à la peinture, Rosa Bonheur achève ce tableau qu'elle avait vraisemblablement commencé depuis longtemps.

## Description
Le tableau montre deux étalons luttant en s'infligeant des morsures, avec les dents découvertes, dans un parc ; l'un est de couleur blanche, l'autre alezan brûlé. Il montre le Godolphin Arabian terrassant son adversaire.
Le cheval gris-blanc visible dans le fond du tableau est la jument Roxana.
Le tableau mesure 149,9 × 243,8 cm, c'est une peinture à l'huile sur toile. Il est daté de 1895, et signé.

## Historique
Léon Roger-Milès qualifie ce tableau de chef-d'œuvre.
D'après Homéric, Le Duel serait conservé au musée du Louvre, cependant cette information ne se confirme ni sur le site web du Louvre, ni dans d'autres sources.
Jusqu'en 1976, Le Duel appartient à la collection Rockfeller ; le tableau est vendu par l'agence Sotheby's en juin 1994 et se trouve depuis dans une collection privée.